# Benignus von Safferling

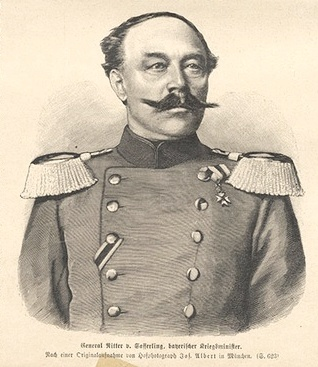
Benignus von Safferling

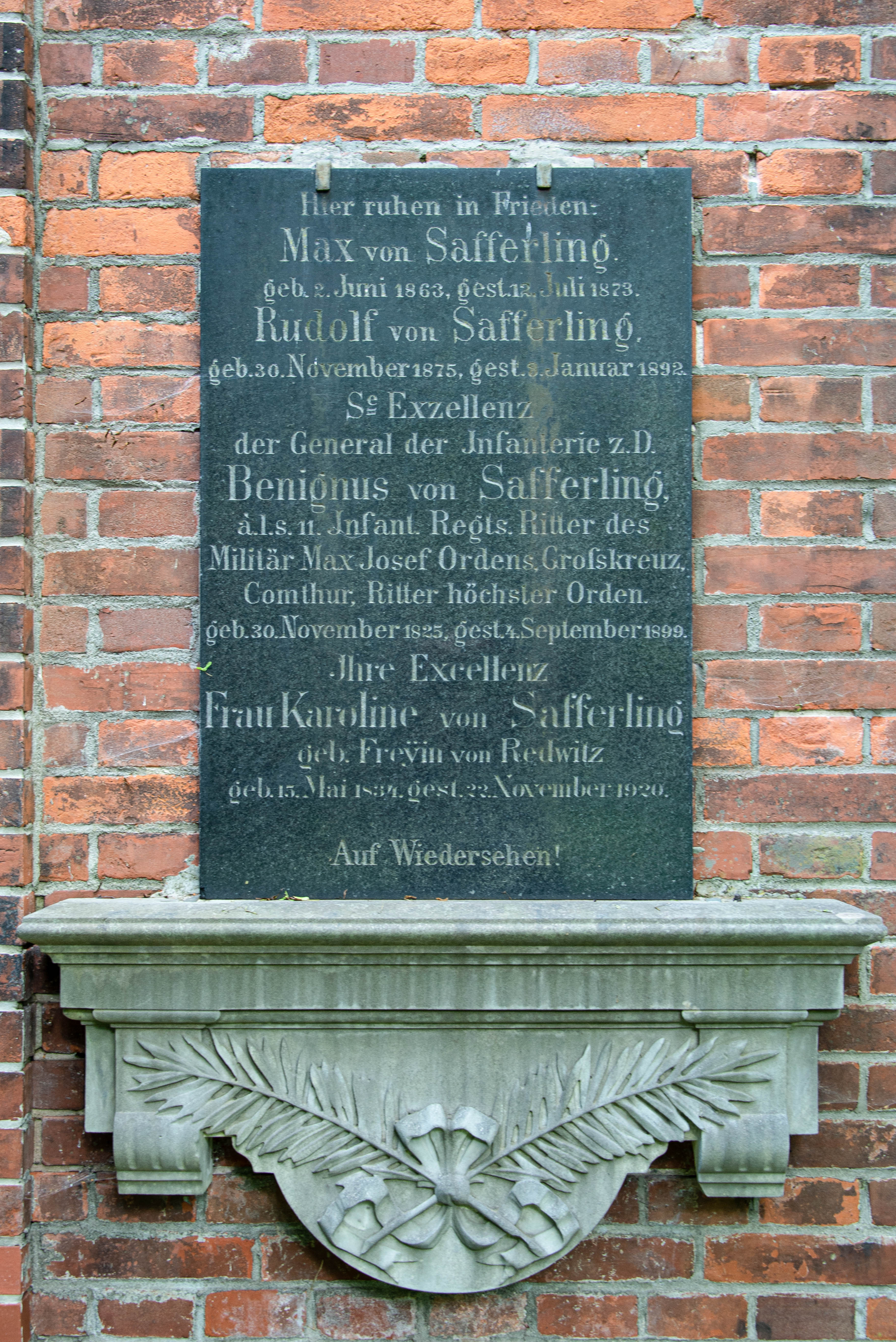
Grab von Benignus von Safferling

Benignus Safferling, seit 1881 Ritter von Safferling (* 30. November 1824 in Freising; † 4. September 1899 in Partenkirchen) war ein bayerischer General der Infanterie und Kriegsminister.

## Leben

### Herkunft
Benignus war der Sohn des bayerischen Kavallerieoffiziers Alois Safferling und dessen Ehefrau Julie, geborene von Bienenthal. Er begleitete achtjährig seinen Vater, der als Oberstleutnant zu den von König Ludwig I. dem zum König der Hellenen erwählten Prinzen Otto von Bayern mitgegebenen Truppen gehörte, nach Griechenland. Dort starb der Vater 1835 zu Argos als Kommandant eines Lanciersregiments.

### Militärkarriere
Safferling kam nun in eine auf der Insel Ägina errichtete Kadettenschule und aus dieser 1841 als Korporal in das 2. Linien-Bataillon der Griechischen Armee. Als 1843 die Bayern Griechenland verlassen mussten, kehrte er in die Heimat zurück. Er wurde daraufhin im 5. Infanterie-Regiment der Bayerischen Armee angestellt, kam 1844 als Junker in das 11. Infanterie-Regiment sowie am 31. Oktober 1845 zum Unterleutnant befördert. Bis Ende Mai 1864 avancierte Safferling zum Hauptmann I. Klasse und nahm 1866 während des Krieges gegen Preußen an den Kämpfen bei Zella und Hammelburg teil. Im Gefecht bei Helmstadt wurde er an der Hand verwundet. Sein Verhalten wurde nach Beendigung des Krieges durch eine öffentliche Belobigung sowie am 19. November 1866 durch die Verleihung des Ritterkreuzes I. Klasse des Militärverdienstordens gewürdigt.
Am 16. Mai 1867 folgte Safferlings Versetzung in das 8. Jäger-Bataillon und ein Jahr später die Beförderung zum Stabshauptmann. Als solchen teilte man ihn am 25. Februar 1869 dem Generalquartiermeisterstab zu und befördert ihn in dieser Stellung am 1. Februar 1870 zum Major. Mit Beginn des Krieges gegen Frankreich wurde Safferling Generalstabsoffizier der 1. Infanterie-Division unter Generalleutnant Stephan. In dieser Eigenschaft nahm er an den Schlachten bei Sedan und Orléans teil. Bereits in der Schlacht bei Wörth hatte er sich besonders bewähren können. Dafür wurde ihm das Eiserne Kreuz II. Klasse verliehen und am 15. November 1870 durch einstimmigen Beschluss des Ordenskapitels zum Ritter des Militär-Max-Joseph-Ordens ernannt. Damit verbunden war die Erhebung in den persönlichen Adel und er durfte sich nach der am 1. Juni 1881 erfolgten Eintragung in die Adelsmatrikel „Ritter von Safferling“ nennen.
Nach Friedensschluss blieb Safferling zunächst als Bevollmächtigter Bayerns beim Oberkommando der Okkupationsarmee und kehrte 1872 nach Bayern zurück, um das Kommando der zuerst beim I., dann beim II. Armee-Korps errichteten Lehrtruppe zu übernehmen, welche bestimmt war, das preußische Exerzierreglement bei der bayrischen Infanterie einzuführen. 1874 wurde er Oberstleutnant und Kommandeur des 1. Infanterie-Regiments „König“, 1876 Oberst, 1880 Generalmajor und Kommandeur der bayerischen Besatzungsbrigade der Festung Metz.
1886 folgte seine Ernennung zum Präsidenten des Generalauditoriats sowie die Beförderung zum Generalleutnant, 1887 Kommandeur der 2. Division und Generaladjutant, 6. Mai 1890 an Heinleths Stelle Kriegsminister und 20. September 1890 General der Infanterie. 1890 wurde er zudem zum Ehrenbürger Regensburgs ernannt. Im Jahr darauf wurde Safferling mit dem Prädikat „von“ in den erblichen Adelsstand erhoben. 1893 von der Leitung des Kriegsministeriums entbunden, wurde Safferling unter Belassung in seiner Stellung als Generaladjutant und unter Verleihung des Großkreuzes des Verdienstordens der Bayerischen Krone mit Pension zur Disposition gestellt.

### Familie
Safferling war seit 1858 mit einer Freiin von Redwitz-Wildenroth verheiratet. Aus der Ehe gingen vier Kinder hervor.